# Akbank
Ne doit pas être confondu avec ABank.
Akbank, est une banque turque dont le siège est situé à Istanbul. C'est une filiale du groupe Sabancı Holding. Akbank fait partie de l'indice ISE-100 de la bourse d'Istanbul.

## Histoire
Akbank est une banque commerciale turque fondée à Adana le 30 janvier 1948 dans le but de fournir des aides financières aux éleveurs de coton de la région. La banque est créée par Hacı Ömer Sabancı et 82 autres partenaires, qui réunissent 2 millions de dollars pour la création de cette entité bancaire. Dans la décennie qui suivit, la famille Sabanci a graduellement racheté les parts de ses partenaires pour devenir l'actionnaire majoritaire d'Akbank. À l'origine, la banque s'appelle Adana-Kayseri Bankası, Kayseri étant la ville de naissance de la plupart des partenaires associés.
La banque ouvre sa première succursale à Istanbul le 14 juillet 1950. La banque automatise toutes ses transactions à partir de 1963. Le capital de la banque devient publique en 1990.
En 2001, à la suite de la crise financière et à la dévaluation de la livre turque, Akbank enregistre son unique année déficitaire.
Le 17 octobre 2007, le groupe bancaire américain Citigroup signe un accord de rachat de 20 % des actions d'Akbank pour 3,1 milliards de dollars. En 2007, via sa filiale Citibank SA, Citigroup entre au capital d'Akbank et en devient le deuxième actionnaire.
En 2008, Akbank teste la première machine à crédit au monde, une machine similaire à un guichet de retrait avec laquelle tout consommateur peut se créer en libre service un compte Akbank et obtenir instantanément sa carte de crédit associée.
En mai 2012, alors que le cours en bourse d'Akbank chute, Citigroup revend 10,1 % de ses actions dans Akbank (soit 404 millions d'actions ordinaires) pour 1,15 milliard de dollars. La banque américaine s'est engagée à conserver ses 10 % restant pendant au moins 3 ans.
En mars 2015, Citigroup vend sa participation restante de 10 % dans Akbank pour 1,2 milliard de dollars,.

## Activités
Akbank fournit des services bancaires aux particuliers, commerces, PME et grandes entreprises. La banque évolue également sur le marché des changes, le financement du commerce extérieur et sur les opérations de trésorerie. Ces activités se répartissent sur plusieurs filiales appartenant à Akbank :
- AKAssetmanagement (gestion d'actifs financiers)
- AKLease (locatif)
- AKInvestment (courtage)
- AKBank AG (banque)
- AKBank Dubai Limited (banque)
- Akbank AG - Germany (banque)

Akbank possède un réseau de 961 agences et emploie 16 315 employés (2012).
Akbank représente la principale source de revenu de sa maison-mère, Sabanci holding, générant 80 % de ses profits opérationnels.

## Direction
De 1994 à 2000, Akbank est dirigée par Ozen Goksel. De novembre 2000 à juin 2009, le poste de directeur général est tenu par Zafer Kurtul. Hakan Binbaşgil est CEO d'Akbank depuis février 2012.